# Kemsie Abbott
Kemsie Abbott (Roatán, Islas de la Bahía, Honduras; 30 de septiembre de 1992) es un futbolista hondureño. Juega de delantero y su equipo actual es el CD Victoria de la Liga Nacional de Honduras.

## Trayectoria

### Valencia
Se incorporó a este club cuando tenía 16 años de edad.

### Real Sociedad
A mediados de 2015 se concreta su llegada al Real Sociedad para disputar el Torneo Apertura. Debutó oficialmente y con gol incluido el 6 de septiembre de 2015 en la victoria de 4-2 frente a Motagua en Tegucigalpa.

## Clubes
| Club          | País     | Año             |
| ------------- | -------- | --------------- |
| Valencia      | Honduras | 2008 - 2015     |
| Real Sociedad | Honduras | 2015 - 2021     |
| Juticalpa FC  | Honduras | 2021 - 2023     |
| Olancho FC    | Honduras | 2023 - 2024     |
| Victoria      | Honduras | 2024 - Presente |